# Ґоа'улди
Ґоа'у́лди або гуа́лди (англ. Goa'uld) — вигаданий паразитичний інопланетний вид, відомий з науково-фантастичного телесеріалу «Зоряна брама: SG-1». Зовнішній вигляд ґоа'улдів нагадує міногу або міксину, але найчастіше порівнюється зі зміїним. Ці істоти високоорганізовані в інтелектуальному плані та здатні проникати в тіла інших розумних істот чи великих тварин, отримуючи контроль над захопленим організмом. Люди вважаються ґоа'улдами видом, який найкраще підходить як їх носій, причому для позначення паразита часто використовується термін «симбіонт».
Ґоа'улди були вигадані сценаристами Діном Девліном і Роландом Еммеріхом для фільму 1994 року «Зоряна брама». Однак у фільмі назва інопланетної раси не звучала, а вигляд її представників не демонструвався. Тільки в першому епізоді серіалу, «Діти богів» (1997), було зазначено, що це ґоа'улди. У наступних епізодах було показано, що ця раса веде паразитичний спосіб життя і є домінуючою в галактиці Чумацький Шлях.

## Фізіологія
Ґоа'улди мають довге гнучке тіло близько 30 см завдовжки з плавцями, двома чорними очима і чотирма гострими щелепами. Будучи початково водними істотами, вони не можуть довго жити на суші поза тілом інших істот. В жертву ґоа'улд зазвичай проникає через горло або шию, прорізаючи собі шлях щелепами та закріплюючись навколо хребта. Молоді паразити мають світлу слизьку шкіру, дорослі темні та мають червоні очі.
В природі ґоа'улди гермафродити і здатні як до перехресного, так і до самозапліднення. Рідкісні дозрілі до віку розмноження особини, королеви, відрізняються потовщеним, мішкоподібним тілом. Вони можуть контролювати характеристики потомства. З переходом до паразитування на двостатевих істотах ґоа'улди стали асоціювати себе зі статтю носія. Новонароджені личинки слабкі та потребують дозрівання у воді або в тілі іншої істоти. На основі людей ґоа'улдами було створено спеціальний підвид, джаффа, який має спеціальну порожнину для визрівання личинок та не володіє власним імунітетом. Личинки не можуть захоплювати контроль над джаффа, досягши зрілості, вони переселяються до іншого тіла. Проте в разі якщо ґоа'улд недозрілий, або його жертва володіє сильною волею, паразит пригнічується носієм.
Ґоа'улди володіють генетичною пам'яттю. Завдяки їй вони безпосередньо передають накопичені знання від батьків до дітей. Тому ґоа'улди пам'ятають все, що ставалося за їхню історію. Генетична пам'ять іноді передається до дітей носіїв, яких називають харсисисами.
Паразит наділяє свого носія великою силою та витривалістю, лікує поранення і хвороби. Ґоа'улд здатний зцілити людину від невиліковних форм раку і тяжких ран. Мова захопленої паразитом людини стає басовитою, а очі при сильних емоціях і в момент захоплення паразитом контролю світяться. Однак за потреби ґоа'улд може довго не проявляти себе, щоб не викликати підозр щодо зараження. Паразит забезпечує людині життя терміном до 400 років, а з використанням саркофага до 12000 років. Сам він живе повноцінним життям до 6000 років природно і до 15000 років із саркофагом. Далі, попри збереження фізичного здоров'я, ґоа'улд деградує розумово.
Ґоа'улда важко видалити з носія, до того ж паразит може виділяти токсин, який вбиває носія при спробі хірургічного видалення. Земляни не володіють достатніми знаннями і технологіями для безпечного позбавлення людини ґоа'улда. Проте розвинутіші цивілізації, як толлани чи азгарди, вміють здійснювати такі операції.

## Історія
Ґоа'улди розвинулися як водні істоти на планеті P3X-888. Їхньою особливістю була генетична пам'ять, яка дозволяла передавати накопичені знання безпосередньо від батьків дітям. На суші P3X-888 проживали примітивні ящери унаси, яких ґоа'улди стали використовувати як носіїв, нападаючи на них із води. Згодом ґоа'улди розшукали Зоряну браму на своїй планеті та навчилися користуватися нею. Після цього вони стали завойовувати інші планети, користуючись своїми знаннями і природною витривалістю унасів.
Лідером ґоа'улдів близько 28000 років до н. е. став Аток, під проводом якого було знайдено технології Древніх на різних планетах. Його убив і став наступником власний син Апеп (Апофіс) близько 22000 років до н. е. Апеп розділив владу з Ра, Нут і Тотом. З причини зростання популяції, Апеп впровадив ритуальний канібалізм, поки цього правителя не скинув його воєначальник Анубіс. Під правлінням Анубіса було створено карту розташування Зоряних брам і знайдено артефакти Очі богів, які слугували джерелами енергії. За 17 800 років до н. е. Тот знайшов лікувальну технологію Древніх, на основі якої розробив саркофаги, які давали ґоа'улдам і їх носіям надзвичайно довге життя. Так відпала потреба відносно часто змінювати носіїв, що було небезпечним і складним процесом. З ростом влади Тота серед підлеглих Анубіса почалися міжусобиці. Зрештою Ра зміг відібрати владу в Анубіса, а його самого відправив у вигнання. У вигнанні Анубіс знайшов медичні технології Древніх і стикнувся з Древньою Омою Десалою. Він зміг з допомогою спеціальних пристроїв вознестися на вищий рівень існування та переконати Древніх поділитися з ним знаннями, хоч і був ними покараний, коли з'ясувалося, що Анубіс прагне тільки влади. Анубіс став напів-енергетичною істотою, що потребувала матеріальних тіл, які швидко псувалися.
Ра впровадив владу Системних владик, а сам став Верховним Системним владикою. За 10500 років до н. е. Ра знайшов Землю і первісних людей. Він виявив, що люди більш підходять для взаємодії з технікою Древніх і загалом красивіші за унасів. Поступово всі ґоа'улди стали використовувати людей як носіїв. Ра розселив людей іншими планетами та вивів на їх основі расу джаффа, яка служила воїнами та інкубаторами личинок ґоа'улдів. Культура ґоа'улдів вплинула на розвиток численних земних народів, особливо єгиптян. Паразити видавали себе за богів, на чому й ґрунтувалася їхня влада.
У 2885 році до н. е. єгиптяни підняли повстання проти свавілля Ра, коли його не було на планеті, і змогли прогнати його війська, а Зоряну браму засипали, зробивши її використання неможливим. Ра вважав Землю незначною планетою, тому не став посилати на Землю каральних експедицій.
Одна з королев ґоа'улдів на ім'я Егерія дійшла до висновків, що жорстокість та самообоження ґоа'улдів є злом. Вона породила новий різновид ґоа'улдів, заклавши у нього свою генетичну пам'ять, який поділяв контроль над тілом носія, даючи йому силу і довголіття, але не відбираючи самосвідомості. Ці істоти отримали назву ток'ра (буквально «Проти Ра»), але переслідувалися рештою ґоа'улдів. Ра ув'язнив Егерію в канопі на планеті Пангар, де вона перебувала до того як була знайдена місцевими людьми через кілька тисяч років.
В 1996 році земляни змогли запустити знайдену в 1924 році Зоряну браму і послати експедицію до найближчої планети Абідос. Експедиція, спочатку сприйнята місцевими людьми за богів, підняла повстання, в ході якого ґоа'улдів було розбито, а Ра загинув при вибусі атомної бомби разом зі своїм кораблем.
Через рік на Землю крізь Зоряну браму проник з розвідувальною місією Системний владика Апофіс, котрий зайняв місце Ра. Оскільки земляни після цього використовували захисну діафрагму, він більше не міг пройти як раніше. Земляни почали програму дослідження галактики, наслідком якої стало те, що деякі раби ґоа'улдів засумнівалися в їх силі. Боячись за свою владу, Апофіс спорядив до землі військовий флот, але команда SG-1 зуміла підірвати флагман і з ним увесь флот. Поразка Апофіса стала приводом для ток'ра активно боротися проти ґоа'улдів, а між Системними владиками почалися міжусобиці. Остаточно Апофіс втратив позиції, коли його флот, посланий проти ток'ра, було знищено спільними зусиллями ток'ра і землян. Крім нього в різний час були убиті  Хатор, Сетеш, Сокар, Херуур та Хронос.
В цей час Анубіс повернувся з вигнання з наміром захопити владу. За рішенням ради Системних владик (Баала, Бастет, Калі, Морріган, Олокуна, Сварога і Юя) у 2002 році Анубісу було повернено статус лідера цивілізації. Системні владики віддали Анубісу колись передані їм Очі богів, які Анубіс використав для живлення свого корабля, здатного підривати Зоряні брами на планетах, спричиняючи масштабні руйнування. Будучи «напів-вознесеним» Анубіс був нематеріальним, однак потребував тіла для взаємодії з матерією. Тому, попри знищення свого корабля з Очима богів, Анубіс не загинув. Після цього проти Анубіса згуртувалися Системні владики на чолі з Баалом і знищили його другий флагманський корабель. Анубіс продовжив боротьбу за владу, створивши кулл-воїнів, та центр їх продукування знищили земляни. У 2002 році земляни виявили планету, де місцеве населення видобуло з канопи Егерію. При її допомозі було створено речовину третонін, яка дозволяла джаффа обходитися без личинок ґоа'улдів.
Дізнавшись про пошуки землянами загубленого міста Древніх Атлантиди, Анубіс постав собі за ціль знайти його раніше. Розрахувавши, що воно сховане на Землі, Анубіс взяв планету в облогу. Активувавши аванпост Древніх в Антарктиді, земляни запустили зброю Древніх, яка розбила флот Анубіса. Баал захопив рештки армії кулл-воїнів, ставши найсильнішим з Системних владик. Він вирізнявся активним впровадженням нових технологій та більш ліберальними поглядами, ніж інші ґоа'улди, завдяки чому швидко завоював владу.
Коли невдовзі до галактики вторгнулися реплікатори, ґоа'улди, джаффа і ток'ра виявилися безсилими проти них, оскільки Системні владики були ще ослаблені міжусобицями і боротьбою з Анубісом та Баалом. Крім того енергетична зброя ґоа'улдів не діяла на реплікторів. Системні владики загинули і імперія Баала швидко втратила міць. Внаслідок цього багато джаффа розцінили всі останні лиха як кару та повернулися до віри в ґоа'улдів як богів. Вкотре знайшовши собі тіло, Анубіс розробив план захопити установку Древніх на Дакарі яка слугувала для зародження розумного життя в галактиці. За його планом він мав очистити Чумацький Шлях від життя і реплікаторів та заселити його знову, щоб правити галактикою як єдиний бог. Земляни та їхні союзники зуміли налаштувати установку Дакари на знищення лише реплікаторів, при цьому за підтримки ґоа'улда Неруса активуваши всі Зоряні брами галактики одночасно. Після цього Древні прийняли рішення позбавити Анубіса сил і він загинув остаточно.
Під час вторгнення до Чумацького Шляху Орай Баал зміцнив позиції. Одак більшість джаффа визнали божественність Орай, ставши поклонятися їм, як вони того бажали. Після загибелі Орай Баал у 2008 році сконструював машину часу та перенісся в минуле, у 1939 рік. Цим він створив альтернативну гілку історії, де швидко переміг всіх Системних владик і став лідером ґоа'улдів. Завдяки втручанню земної команди SG-1 історію було виправлено, а Баала видалено з носія.
Ток'ра впровадили використання третоніну серед джаффа, чим нарешті звільнили їх остаточно від рабства ґоа'улдів. Залишки наближених осіб Системних владик, контрабандисти і найманці в 2005 році сформували Люшианський союз.

## Оцінки
За версією сайту Paste, ґоа'улди посіли 6-е місце з 11-и в переліку найкращих лиходіїв у науковій фантастиці. Як зазначалося, ґоа'улди лякають не стільки тим, що бажають обернути людей в рабство, як загрозою в прямому сенсі захопити чуже тіло, лишивши жертву притомною, але безпорадною.